# Destin Daniel Cretton
Destin Daniel Cretton (sinh ngày 23/11/1978) là đạo diễn, biên kịch, nhà sản xuất phim người Mỹ. Anh nổi tiếng với các phim như Short Term 12 (2013), The Glass Castle (2017) hay Just Mercy (2019), tất cả đều có sự tham gia của nữ diễn viên Brie Larson. Anh cũng là đạo diễn phim điện ảnh Shang-Chi và huyền thoại Thập Luân của hãng Marvel (2021).

## Thời thơ ấu
Cretton sinh năm 1978 tại đảo Maui, bang Hawaii. Mẹ anh là bà Janice Harue Cretton, một thợ làm tóc người Mỹ gốc Nhật, cha anh là ông Daniel Cretton, gốc Ireland và Slovakia, từng làm tại trạm cứu hỏa.
Anh đã theo học và tốt nghiệp trường điện ảnh Đại học San Diego.

## Sự nghiệp
Vào tháng 3/2019, Cretton được Marvel Studios thuê làm đạo diễn cho một dự án điện ảnh dựa trên nhân vật Shang-Chi từ truyện tranh Marvel (tên phim chính thức sau này là Shang-Chi và huyền thoại Thập Luân). Phim là tác phẩm đầu tiên của hãng có nhân vật chính là người gốc Á với Simu Liu thủ vai chính, bên cạnh đó còn có Lương Triều Vỹ và Awkwafina. Phim được lên kế hoạch ra rạp ngày 12/2/2021 nhưng sau đó bị lùi tới 7/5 rồi 9/7 do ảnh hưởng của dịch Covid-19. Phim hiện dự kiến khởi chiếu vào ngày 3/9/2021.

## Danh sách phim
| Năm  | Tên                                       | Đạo diễn | Biên kịch | Sản xuất | Ghi chú       |
| ---- | ----------------------------------------- | -------- | --------- | -------- | ------------- |
| 2012 | I Am Not a Hipster                        | Có       | Có        | Có       | Đồng biên tập |
| 2013 | Short Term 12                             | Có       | Có        | Không    |               |
| 2017 | The Glass Castle                          | Có       | Có        | Không    |               |
| 2017 | The Shack                                 | Không    | Có        | Không    |               |
| 2019 | Just Mercy                                | Có       | Có        | Không    |               |
| 2021 | Shang-Chi and the Legend of the Ten Rings | Có       | Có        | Không    | Hậu kỳ        |